# Diskus (TV-program)
Diskus var ett svenskt direktsänt debattprogram som sändes i TV4 klockan 22.30–23.00 mellan den 18 september 2001 och den 3 december 2002 i tre säsonger. Programledare var Tomas Granryd, Jenny Östergren och Jennie Dielemans. Programbeskrivningen löd: 
| ” | Annorlunda ämnen, annorlunda frågeställningar, annorlunda gäster och annorlunda åsikter. | „ |